# Santelmoa carmenae
Santelmoa carmenae är en fiskart som beskrevs av Jesús Matallanas 2010. Santelmoa carmenae ingår i släktet Santelmoa och familjen tånglakefiskar. Inga underarter finns listade i Catalogue of Life.